# Command Post Tango
Command Post Tango (CP Tango) ist ein unterirdischer Bunker und militärischer Kommandostand für das gemeinsame Oberkommando der United States Forces Korea (USFK) und der Südkoreanischen Streitkräfte. Tango steht dabei als Abkürzung für Tactical Air Naval Ground Operations Center (dt.: „Taktisches Luft-, See- und Bodenkriegseinsatzzentrum“). Die etwa 17 Kilometer südlich von Seoul liegende Einrichtung ist der primäre Befehls- und Gefechtsstand für einen eventuellen koreanischen Kriegsschauplatz. Es befindet sich in Seongnam, Gyeonggi-do.

## Geschichte
Schon während des Koreakriegs war den militärischen Planern klar, dass die Hauptstadt Seoul zu nahe an der demilitarisierten Zone (DMZ) liegt, als dass es ratsam wäre, dort ein neues amerikanisches Hauptquartier einzurichten. Um einem eventuellen Atomschlag auf Seoul in Zukunft zu entgehen, entschied man sich für den Bau des CP Tango, einer unterirdischen Bunkeranlage, die auch dem Einsatz von ABC-Waffen standhalten sollte.
Direkt nach dem Ende des Koreakriegs (1953) begann man mit dem Bau der Anlage in einem Granitberg südlich von Seoul. Die Vereinigten Staaten begannen zu der Zeit weltweit mit dem Bau vergleichbarer atombombensicherer Führungszentren, um im Zeitalter des Kalten Krieges auf einen sowjetischen Erstschlag vorbereitet zu sein.
Im März 2005 besichtigte US-Außenministerin Condoleezza Rice das Führungszentrum. Die Anlage verfügt seit Juli 2006 über eine modernisierte Informationsinfrastruktur, welche die Bedienbarkeit und Leistung deutlich verbesserte.

## Anlage
Die Anlage bietet Platz für über 2000 Mann Personal und Ausrüstungsgüter für mehrere Wochen autarken Betriebs. Begrenzender Faktor ist hier nicht die Energie- oder Luftversorgung, sondern die Nahrungsreserven. Der Bunker besitzt neben einem großen Treibstofflager ein eigenes Kraftwerk, ein Luftfiltersystem und eine autarke Wasserversorgung. Er hat mehrere Stockwerke mit Platz für den gemeinsamen Stab der amerikanischen und südkoreanischen Streitkräfte sowie diverse Unterabteilungen, wie Nachrichten und Kommunikation. Bewacht wird der Kommandoposten von einer teilstreitkräfteübergreifenden Spezialeinheit.